# Semagystia agilis
Semagystia agilis is een vlinder uit de familie van de Houtboorders (Cossidae). De wetenschappelijke naam van de soort is voor het eerst gepubliceerd in 1884 door Hugo Theodor Christoph.
De soort komt voor in Iran, Turkmenistan, Oezbekistan en Noordwest-Afghanistan.